# Galo Corozo
Galo Corozo (n. Babahoyo, Ecuador; 20 de agosto de 1990) es un futbolista ecuatoriano. Juega de defensa y su equipo actual es Atlético Vinotinto de la Serie B de Ecuador.

## Estadísticas

### Clubes
Actualizado al último partido disputado el 18 de octubre de 2023.
| Club                                   | Temporada     | Liga  | Liga  | Copas nacionales | Copas nacionales | Copas internacionales | Copas internacionales | Total | Total |
| Club                                   | Temporada     | Part. | Goles | Part.            | Goles            | Part.                 | Goles                 | Part. | Goles |
| -------------------------------------- | ------------- | ----- | ----- | ---------------- | ---------------- | --------------------- | --------------------- | ----- | ----- |
| Liga Deportiva Universitaria · Ecuador | 2009          | 1     | 0     | -                | -                | 0                     | 0                     | 1     | 0     |
| Liga Deportiva Universitaria · Ecuador | 2010          | 3     | 0     | -                | -                | 0                     | 0                     | 3     | 0     |
| Liga Deportiva Universitaria · Ecuador | 2011          | 9     | 0     | -                | -                | 1                     | 0                     | 10    | 0     |
| Liga Deportiva Universitaria · Ecuador | 2012          | 8     | 0     | -                | -                | 0                     | 0                     | 8     | 0     |
| Liga Deportiva Universitaria · Ecuador | Total club    | 21    | 0     | -                | -                | 1                     | 0                     | 22    | 0     |
| Deportivo Cuenca · Ecuador             | 2013          | 24    | 0     | -                | -                | -                     | -                     | 24    | 0     |
| Deportivo Cuenca · Ecuador             | 2014          | 33    | 0     | -                | -                | -                     | -                     | 33    | 0     |
| Deportivo Cuenca · Ecuador             | 2015          | 14    | 0     | -                | -                | -                     | -                     | 14    | 0     |
| Deportivo Cuenca · Ecuador             | 2016          | 19    | 0     | -                | -                | -                     | -                     | 19    | 0     |
| Deportivo Cuenca · Ecuador             | Total club    | 90    | 0     | -                | -                | -                     | -                     | 90    | 0     |
| C. D. Macará · Ecuador                 | 2017          | 35    | 0     | -                | -                | -                     | -                     | 35    | 0     |
| C. D. Macará · Ecuador                 | 2018          | 39    | 3     | -                | -                | 2                     | 0                     | 41    | 3     |
| C. D. Macará · Ecuador                 | 2019          | 27    | 1     | 1                | 0                | 4                     | 1                     | 32    | 2     |
| C. D. Macará · Ecuador                 | 2020          | 27    | 0     | 0                | 0                | 2                     | 0                     | 29    | 0     |
| Liga de Portoviejo · Ecuador           | 2021          | 4     | 0     | 0                | 0                | -                     | -                     | 4     | 0     |
| Liga de Portoviejo · Ecuador           | Total club    | 4     | 0     | 0                | 0                | -                     | -                     | 4     | 0     |
| Manta F. C. · Ecuador                  | 2021          | 13    | 0     | 0                | 0                | -                     | -                     | 13    | 0     |
| Manta F. C. · Ecuador                  | Total club    | 13    | 0     | 0                | 0                | -                     | -                     | 13    | 0     |
| Orense S. C. · Ecuador                 | 2022          | 7     | 0     | 1                | 0                | -                     | -                     | 8     | 0     |
| Orense S. C. · Ecuador                 | Total club    | 7     | 0     | 1                | 0                | -                     | -                     | 8     | 0     |
| C. D. Macará · Ecuador                 | 2023          | 26    | 1     | 0                | 0                | -                     | -                     | 26    | 1     |
| C. D. Macará · Ecuador                 | Total club    | 154   | 5     | 1                | 0                | 8                     | 1                     | 163   | 6     |
| Atlético Vinotinto · Ecuador           | 2024          | 0     | 0     | -                | -                | -                     | -                     | 0     | 0     |
| Atlético Vinotinto · Ecuador           | 2025          | 0     | 0     | -                | -                | -                     | -                     | 0     | 0     |
| Atlético Vinotinto · Ecuador           | Total club    | 0     | 0     | 0                | 0                | 0                     | 0                     | 0     | 0     |
| Total carrera                          | Total carrera | 289   | 5     | 2                | 0                | 9                     | 1                     | 300   | 6     |
| 1. 2.                                  |               |       |       |                  |                  |                       |                       |       |       |

## Palmarés

### Títulos nacionales
| Título             | Club                         | País    | Año  |
| ------------------ | ---------------------------- | ------- | ---- |
| Serie A de Ecuador | Liga Deportiva Universitaria | Ecuador | 2010 |
| Serie B de Ecuador | Macará                       | Ecuador | 2023 |

### Títulos internacionales
| Título              | Club                         | Año  |
| ------------------- | ---------------------------- | ---- |
| Copa Sudamericana   | Liga Deportiva Universitaria | 2009 |
| Recopa Sudamericana | Liga Deportiva Universitaria | 2010 |